# زمین‌لرزه ۱۹۴۹ تیرا دل فوئگو
زمین‌لرزه تیرا دل فوئگو  در تاریخ ۱۷ دسامبر ۱۹۴۹ میلادی، برابر با ‎۲۶ آذر ۱۳۲۸، ساعت ۱۵:۰۷:۵۵ به زمان یوتی‌سی در شیلی ، منطقه تیرا دل فوئگو رخ داد. بزرگی آن ۷٫۸ در مقیاس Mw اعلام شده‌است. زمین‌لرزه به وقت محلی در روز شنبه، ساعت ۱۱ روی داده و منطقه زمانی آن یوتی‌سی -۴ بوده‌است (با لحاظ تغییر ساعت تابستانی).
سازمان زمین‌شناسی آمریکا نیز جای این زمین‌لرزه را در مختصات ۵۴°جنوبی ۷۱°غربی / ۵۴°جنوبی ۷۱°غربی و بزرگی آنرا برابر با ۷٫۸ در مقیاس ریشتر اعلام کرده‌است. ژرفای گزارش شده از سوی این سازمان ۳۳ کیلومتر می‌باشد.
شمار کشتگان زلزله حدود ۳ نفر بوده‌است.